# Lars Jakobson
Lars Jakobson, född 11 augusti 1959, är en svensk författare. Han erhöll år 2006 Stiftelsen Selma Lagerlöfs litteraturpris "för ett författarskap som med mörk suggestionskraft utforskar det mänskliga och vidgar fiktionens giltighet".

## Författarskap
Jakobsons romaner och noveller tar ofta avstamp i en dokumentär situation (som i novellen "Lee Harvey Oswald" i Menageri) som sedan förskjuts på ett sådant sätt att läsaren ställs inför frågan vad som är sant, vad som är lögn och varför man själv väljer att tro på det ena eller det andra. I detta, gärna parat med ett essäartat skrivsätt, märks inflytande från sextiotalets svenska dokumentärlitteratur. Ett annat spår i Jakobsons böcker är kärleken till den klassiska science fiction-litteraturen, något han skrev utförligt om i Stjärnfall och som tydligt kommer till uttryck i I den Röda Damens slott. Båda dragen drivs till sin spets i den 500-sidiga romanen Vännerna. 
För I den Röda Damens slott fick Jakobson Aftonbladets litteraturpris och den nominerades också till Augustpriset 2000. Hans författarskap som ofta rör sig mellan fakta och fiktion omfattar även verk som romanen Kanalbyggarnas barn (1997), vilken översatts till flera språk,  och berättelsesamlingarna Hemsökelser (1994) och Berättelser om djur och andra (2004). I Vid den stora floden (2006) berättas två historier med anknytning till 11 september-attackerna parallellt på boksidorna.
Effekter från 2011 är en klippbok med blandade texter; noveller, föredrag, artiklar och essäer. I förordet till den boken påstås det att Lars Jakobson gick bort år 2010, vilket snarast får ses som en fiktiv del av författarens biografi. Den följdes 2013 av romanen John & Denise och 2015 av romanen De odödliga. 2020 kom Bokfört, bestående av en längre essä om döden i postapokalyptisk litteratur samt småprosan "Tomhetens barn", enligt Jakobson översatt från amerikanskt original av Raymond Kimber.

## Priser och utmärkelser
- 1997 – Göteborgs-Postens litteraturpris
- 2000 – Aftonbladets litteraturpris
- 2000 – Eyvind Johnsonpriset
- 2002 – Beskowska resestipendiet
- 2004 – Stockholms stads hederspris
- 2006 – Stiftelsen Selma Lagerlöfs litteraturpris
- 2006 – Svenska Dagbladets litteraturpris
- 2007 – Wiks novellpris
- 2007 – Signe Ekblad-Eldhs pris
- 2010 – Prix l'Esprit de l'Engagement (Tricon)
- 2013 – Doblougska priset
- 2018 – Stina Aronsons pris